# کنتا مییاواکی
کنتا مییاواکی (انگلیسی: Kenta Miyawaki؛ زادهٔ ۴ ژانویهٔ ۲۰۰۱) بازیکن فوتبال اهل ژاپن است.